# 犯罪被害者週間
犯罪被害者週間（はんざいひがいしゃしゅうかん）とは、犯罪被害者等が置かれている状況、犯罪被害者等の名誉又は生活の平穏への配慮の重要性等について日本国民の理解を深めるための啓発事業を集中的に実施する週間。
2005年12月26日に内閣府犯罪被害者等施策推進会議で決定された犯罪被害者等基本計画で11月25日から12月1日と定められた。これは2004年に犯罪被害者等基本法が成立した日付の12月1日を最終日とする1週間である。